# Ecsenius bathi
Ecsenius bathi är en fiskart som beskrevs av Springer, 1988. Ecsenius bathi ingår i släktet Ecsenius och familjen Blenniidae. Inga underarter finns listade i Catalogue of Life.